# Église Saint-Martin de Laféline
L'église Saint-Martin, édifice du XIIe siècle classé MH, est une église catholique située à Laféline, en France.

## Localisation
L'église est située sur la commune de Laféline, dans le département français de l'Allier, en région Auvergne-Rhône-Alpes.

## Historique
L'église se caractérise par sa flèche de pierre de 37 m, datant du XIVe siècle.
L’édifice roman est placé sous la protection de saint Martin. Le vitrail de la baie axiale de l’église, réalisé en 1894 par l'atelier moulinois Guibouret (auteur de nombreuses verrières pour les églises de l'Allier), représente la scène dite de la Charité où Martin, jeune légionnaire romain de 18 ans partage son manteau militaire avec un déshérité transi de froid un soir de l’hiver 334.
L'édifice est classé au titre des monuments historiques en 1963. De 2010 à 2013, d’importants travaux de restauration de la flèche, du clocher et des toitures de l’église ont été réalisés avec l’appui d’artisans locaux, en particulier grâce au soutien de l’État, du département et de la région.